# Helleborus thibetanus
Helleborus thibetanus är en ranunkelväxtart som beskrevs av Adrien René Franchet. Helleborus thibetanus ingår i släktet julrosor, och familjen ranunkelväxter. Inga underarter finns listade i Catalogue of Life.

## Bildgalleri

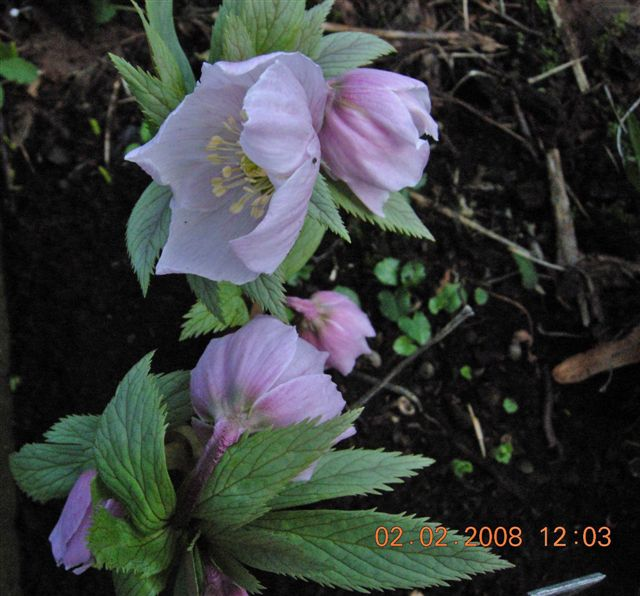
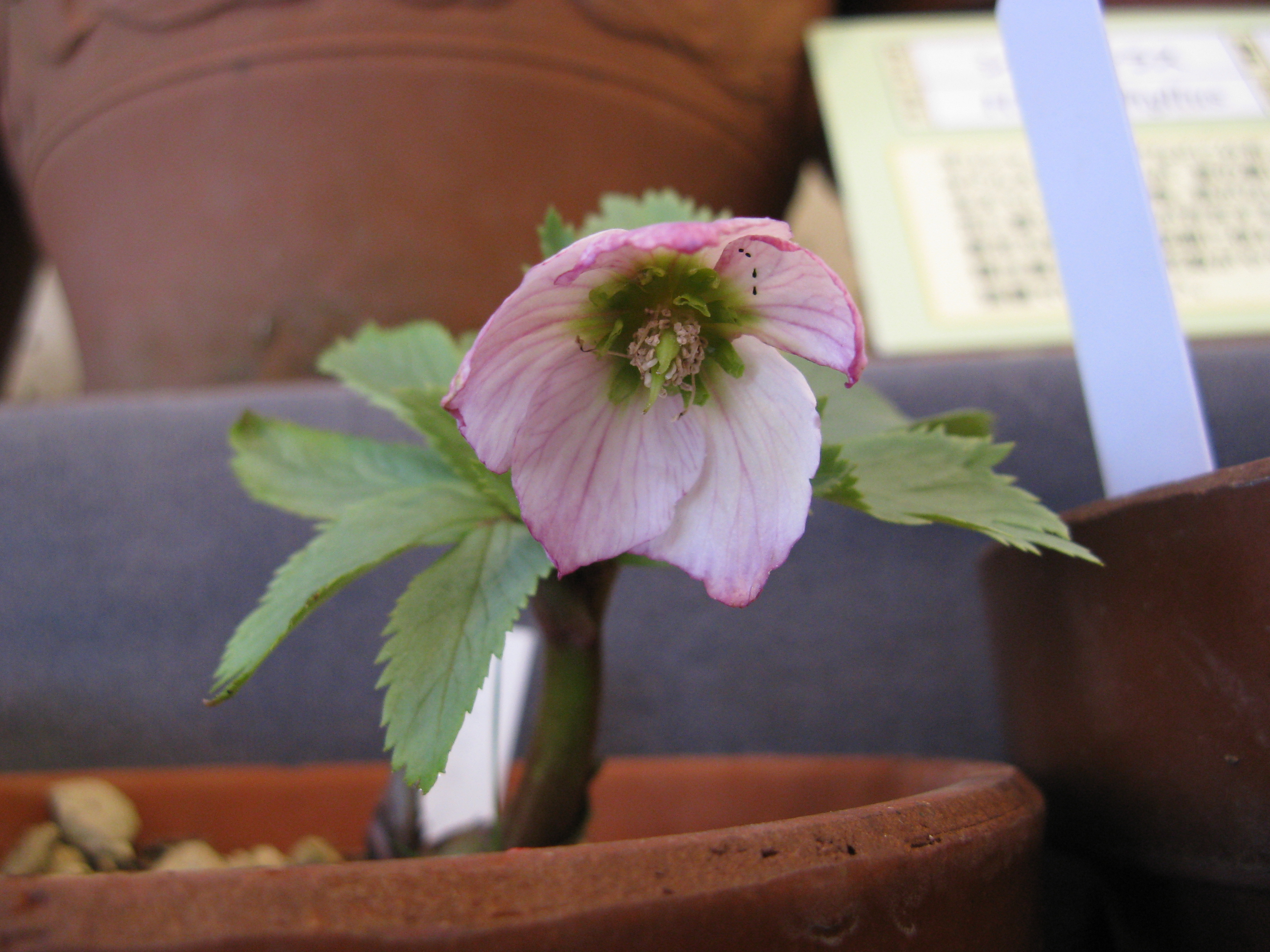